# Witonia (rzeka)
Witonia, (Lutomia) – rzeka, lewy dopływ Bzury o długości 17,91 km.